# Guy Bertin
Guy Bertin, född 25 november 1954, är en fransk roadracingförare som var aktiv i världsmästerskapen i Grand Prix Roadracing från 1978 till 1988. Han tävlade i klasserna 125GP och 250GP. Bertin vann sex Grand Prix-segrar, fem andraplatser och en tredjeplats, alla i 125-klassen. Bertins bästa år var säsongen 1980, då han körde en Motobécane och kom på andra plats i VM i 125GP efter Pierpaolo Bianchi.